# Albert Earl Gilbert
Albert Earl Gilbert (* 22. August 1939 in Chicago, Illinois) ist ein US-amerikanischer Wildtiermaler.

## Leben
Gilbert ist das älteste von drei Kindern von Albert und Alice Gilbert. Im Kindesalter unternahm er mit seinem Vater zahlreiche Ausflüge in den Brookfield Zoo am Stadtrand von Chicago. Dort begann er schon sehr früh, Vögel und andere Tiere zu zeichnen. Auf der High School fasste er den Entschluss, Tiermaler zu werden. Er schwänzte oft den Unterricht und ging in den Zoo oder in den Wald, wo er in seinem Skizzenbuch die Tiere festhielt, die er beobachtete.
Mit dem Fortschreiten seiner Arbeit begann er eine Korrespondenz mit George Miksch Sutton, Wissenschaftler und Künstler an der University of Oklahoma. Gilbert sandte Sutton Pakete mit seinen Arbeiten, der diese mit kritischen Anmerkungen versah. Diese speziellen Kommentare eines erfahrenen Fachmanns zu seiner Arbeit hatten einen entscheidenden Einfluss auf seinen Erfolg. Weitere Einflüsse kamen von Don Richard Eckelberry, James Perry Wilson, Ray Ching, Guy Tudor, Robert Verity Clem, Bob Kuhn und Walter A. Weber.
In seinem letzten Jahr an der High School nahm Gilbert an einer landesweiten Stipendienprüfung teil und gewann ein vierjähriges Vollstipendium für die University of Illinois. Während seiner Zeit an der Universität lernte er Nylene Myers (1935–2004) kennen, mit der er von 1959 bis 1985 verheiratet war. Aus dieser Ehe gingen zwei Söhne und eine Tochter hervor. In den ersten zwei Jahren nach seiner Heirat arbeitete Gilbert als Parkranger für das Cook County Forest Preserve in Illinois. 1964 fasste er den Entschluss, seinen Job als Ranger aufzugeben und seine Karriere als freischaffender Künstler zu beginnen.
Gilbert unternahm Exkursionen nach Ostafrika, Madagaskar, in den Amazonas-Regenwald, nach Mexiko und Trinidad. Die meisten dieser Expeditionen wurden durch das American Museum of Natural History gefördert, das Genauigkeit und Liebe zum Detail verlangte. Gilberts Arbeit entsprach in beiden Punkten diesen Anforderungen.
Während seines Aufenthalts in Afrika bestieg er zusammen mit Leslie H. Brown, einem bekannten Greifvogelexperten, den Gipfel des Eagle Hill (Kiritiri) im Embu District, Kenia, der 1524 m aufragt.
Gilbert stellte viele seiner Originalgemälde und -drucke zur Verfügung, um Spenden für den Schutz und die Erhaltung bedrohter Arten und ihrer Lebensräume zu sammeln.
1978/1979 war er Sieger im Wettbewerb um die Federal Duck Stamp mit seinem Aquarell Drake Hooded Merganser.
Neben Gilberts Tiergemälden umfasst seine Arbeit auch das Produktionsdesign von Kuscheltieren sowie die Illustration von Büchern.
Gilbert war von 1974 bis 1977 Vizepräsident der Society of Animal Artists und von 1977 bis 1984 Präsident dieser Gesellschaft.

## Illustrierte Werke von Albert Earl Gilbert
- Leslie H. Brown und Dean Amadon: Eagles, Hawks and Falcons of the World. Bände 1 und 2, 1968
- Jean Théodore Delacour und Dean Amadon: Curassows and related Birds, 1973 (auch die 2. überarbeitete Auflage, 2004)
- Ducks Unlimited Canada (Hrsg.): Waterfowl of North America, 1987 (Gilbert ist einer von 30 Künstlern, die 44 Farbtafeln gestaltet und individuell signiert haben)
- Lester Leroy Short und Jennifer F. M. Horne: Toucans, Barbets and Honeyguides. Ramphastidae, Capitonidae and Indicatoridae, 2001
- Joseph Michael Forshaw: Trogons – A Natural History of the Trogonidae, 2009
- Jeffrey S. Marks, Paul Hendricks und Daniel Casey: Birds of Montana, 2016